# 牛頓 (德克薩斯州)
紐頓（英語：Newton）是一個位於美國德克薩斯州紐頓縣的城市。根據2010年美國人口普查，該地共人口2478人，而該地的面積約為14.30平方千米。同時該地也是牛頓縣的縣治。

## 地理
牛頓的座標為30°51′01″N 93°45′15″W / 30.85028°N 93.75417°W，而該地的平均海拔高度為59米（即194英尺）。